# 来栖ゆう
来栖 ゆう（くるす ゆう、1985年4月30日 - ）は、日本のAV女優。血液型：B型 、身長：157cm 、スリーサイズ：B 90(E)cm W 59cm H 90cm。
東京都出身。2005年、アウダースジャパンの「恥ずかしいコト。」でデビューした。

## 作品
- 恥ずかしいこと。（2005年、アウダースジャパン）
- 恥辱女教師〜生徒達に虐められる快感〜（2005年9月2日、タカラ映像）
- リボンの剣士 紅（2005年9月23日、GIGA）
- 快感 エロ汁マンチョ（2005年10月25日、OPERA）
- マイ・フェラ・レディ（2005年11月25日、OPERA）
- 猥褻お姉様（2006年1月5日、タカラ映像)他出演:七海ここな、しいな怜
- ほら先生の中に早く出しちゃいなさい!!（2006年6月23日、VIP）他出演:白鳥あきら、池内沙耶華、立花里子、菊原まどか、星川ヒカル
- 新人女捜査官排泄地獄〜恥辱の捜査記録〜（GIGA）
- 着ぐるみ 3（GIGA）
- オペラ5周年記念DVD24時間6枚組（2010年12月25日、オペラ）

他多数出演

### イメージビデオ
- エロヌレ（2005年9月22日、イーネットフロンティア）

## 出演

### テレビ
- Peach-Pit 桃のたね（MONDO TV）